# The Brahma Diamond
The Brahma Diamond é um filme mudo de curta-metragem estadunidense, do gênero drama, lançado em 1909, escrito e dirigido por D. W. Griffith.

## Elenco
- Harry Solter
- George Gebhardt
- Florence Lawrence
- David Miles
- Charles Inslee
- Arthur V. Johnson
- John R. Cumpson
- Edward Dillon
- Robert Harron
- Anita Hendrie
- Marion Leonard
- Owen Moore
- Barry O'Moore (creditado Herbert Yost)[2]
- Mack Sennett
- Dorothy West